# Adamsia sociabilis
Adamsia sociabilis is een zeeanemonensoort uit de familie Hormathiidae.
Adamsia sociabilis is voor het eerst wetenschappelijk beschreven door Verrill in 1882.